# Вавилон-5: Третье пространство
«Вавилон-5: Третье пространство» (англ. Babylon 5: Thirdspace) — телевизионный фильм, являющийся частью вымышленной вселенной научно-фантастического сериала «Вавилон-5». Фильм снимался в 1998 году в США, и является каноническим продолжением вселенной основного сериала.
Время действия фильма — 2261 год, соответствующий четвёртому сезону телесериала, конкретно между окончанием Войны Теней и началом вооружённого выступления «Вавилона-5» против режима террора на Земле под руководством президента Моргана Кларка. В фильме идёт повествование о том, как члены команды «Вавилона-5» случайно нашли и активировали древний артефакт, оказавшийся вратами в пространство, населённое существами, поставившими себе цель уничтожить любые другие цивилизации, кроме своей собственной.

## Сюжет

### Обнаружение артефакта
2261 год. Космическая станция землян «Вавилон-5» почти год назад провозгласила независимость от Земного Альянса в знак протеста против действий президента Моргана Кларка, узурпировавшего власть и установившего режим террора. Правительство объявило блокаду станции, и с тех пор она испытывает трудности со снабжением. В связи с этим персонал прилагал особые усилия по охране от пиратов транспортных судов, следующих к «Вавилону».
Коммандер Сьюзен Иванова (в исполнении Клаудии Кристиан), старший помощник командира станции капитана Джона Шеридана (Брюс Бокслейтнер), возвращалась с успешной операции против пиратов во главе звена истребителей. Во время перехода через гиперпространство к «Вавилону-5» она обнаружила неизвестный ранее артефакт колоссальных размеров, покрытый надписями, также неопознанными. Находка сразу привлекает внимание, и её отбуксировывают на орбиту возле станции для изучения. В то же время к телепату Лите Александер (Патриша Тэллман) внезапно приходят видения об этом артефакте.
Молва о таинственной находке разнеслась до земной корпорации «Межпланетные экспедиции», занимающейся ксеноархеологией. Несмотря на блокаду, их исследовательская группа во главе с доктором Элизабет Трент (Шари Белафонте) прибывает на станцию, надеясь взять управление исследованиями на себя. Шеридан, однако, не мог допустить, чтобы выгода от исследований досталась лишь определённому кругу лиц, и настоял на совместном исследовании, а также на снабжении станции в обход блокады.
Тем временем Лита Александер внезапно запирается в своей каюте и исписывает все её стены надписями «Помни об опасности». Позднее она едет на лифте совместно с Заком Алланом (Джефф Конауэй); тот признаётся ей в любви, но телепат никаким образом не отвечает, что-то нашёптывая себе. Впоследствии она пытается помешать исследованиям артефакта, перехватив управление беспилотными аппаратами обслуживания, задействованными для этого, но её саму схватили и отвели в лазарет на обследование у доктора Стивена Франклина (Ричард Биггс), главного врача на станции. Тем временем Трент и Шеридан, наблюдая за ней через камеры наблюдения, размышляют на тему изменений, которые ворлонцы совершили в организме Литы: её телепатические способности совсем не соответствуют тому уровню, который был установлен у неё корпусом Пси, организацией, регулирующей деятельность землян-телепатов.
Но не только Лита вела себя странно. У ряда лиц, в том числе у Сьюзен Ивановой и центаврианина Вира Котто (Стивен Фёрст), внезапно появляются видения о некоем огромном городе. Некоторые стремятся добраться до этого города и просят ускорить исследования; на станции участились случаи насилия. Всё это происходит под телепатическим влиянием артефакта.

### Секрет находки
Исследования артефакта всё же дают свои плоды. Углеродный анализ показывает, что возраст находки составляет примерно один миллион лет (небольшая неточность для красоты фильма. На самом деле радиоуглеродный анализ способен показать возраст предмета не более 60 000 лет). Проясняется и происхождение надписей: при встрече доктора Трент с Шериданом последний выясняет, что надписи на артефакте написаны на ворлонском языке, указывая на связь с этой расой. У самой Трент появилась гипотеза о том, что это врата в некую особую разновидность пространства, которую она назвала «Третьим пространством». Учёный строит догадки о том, что это пространство может использоваться для перемещения через Вселенную на скорости значительно более высокой, чем в обычном гиперпространстве. Специалисты из «Межпланетных экспедиций» тем временем находят способ включить артефакт; искушение становится велико, и Элизабет без ведома Шеридана приказывает приступить к работе. К артефакту был подключён внешний источник энергии, и после этого уровень энергии на «Вавилоне-5» резко упал, а среди его обитателей внезапно начались массовые драки.
Тем временем сам Шеридан и представительница Минбара Деленн (Мира Фурлан) входят в каюту Литы Александер. Вспышки насилия, как и видения, однозначно указывали на телепатическое воздействие. Кроме того, надписи были написаны по-ворлонски, а Лита в своё время особенно близка к ним. Эти обстоятельства и послужили причиной встречи. Но внезапно у Литы активировалась программа, заложенная ворлонцами, цель которой — рассказать о «первой ошибке, от которой пошли все остальные», об истинной истории артефакта.
Миллион лет назад различные цивилизации считали ворлонцев богами, и постепенно они сами стали верить в это. Ворлонцы посчитали, что принадлежат более высокому уровню, и хотели, по человеческим меркам, соединиться не с кем иначе, как с самим Богом. Поэтому они построили врата в Третье пространство, считая, что так они достигнут этого. Но за грех гордыни ждала расплата: в этом пространстве обитали существа, считавшие себя единственными, имеющими право на жизнь во всей Вселенной. С открытием врат они проникли в «обычное» пространство. Обладая чрезвычайно высокими даже по сравнению с ворлонцами технологиями, они подчинили себе некоторых их представителей. Впоследствии ворлонцы изгнали пришельцев, но врата были спрятаны их последователями в гиперпространстве. За миллион лет устройство так и не обнаружили и не уничтожили, вплоть до этого момента. И теперь обитатели «Вавилона-5» расплачиваются за ошибку расы, уже покинувшей Галактику вместе с Тенями после их последнего сражения.
Отключать артефакт было уже поздно, и врата в Третье пространство открылись. Лита Александер телепатически объясняет Джону Шеридану, как уничтожить их. Навстречу угрозе были посланы истребители «Вавилона-5», лёгкие крейсера класса «Белая звезда», использовавшиеся в ходе Войны Теней, а также флот союзной «Вавилону» Минбарской федерации. Шеридан решает проникнуть внутрь устройства врат и использовать тактическую термоядерную бомбу, чтобы уничтожить их изнутри. Сами врата были защищены энергетическим полем, и требовалось пробить его, чтобы проникнуть в устройство.
Из Третьего пространства тем временем уже начали вылетать корабли и истребители его существ. Союзный флот начинает обороняться. Даже аппараты размером с земные или минбарские истребители оказываются защищены энергетическим полем, что существенно усложняет борьбу. Впоследствии обороняющиеся всё же пробивают дыру в защите самих врат, и Шеридан проникает внутрь. Ему удаётся установить и активировать ядерную бомбу, а затем, успешно минуя пришельцев, обитавших внутри самого артефакта, выбраться из него до взрыва, который и уничтожил врата. В то время тяжёлые корабли обитателей Третьего пространства ещё только выходили через них. После уничтожения артефакта утечка энергии и телепатическое воздействие на обитателей станции, призванные дезорганизовать оборону противника, прекратились.
После случившегося Элизабет Трент засомневалась в том, стоит ли ей заниматься ксеноархеологией или нет. Она отдаёт свой отчёт Шеридану. Тот решил скрыть от общественности истинную природу артефакта, назвав его оружием — в некотором смысле оно им и являлось. Высшее командование приняло на веру то, что подобное происшествие больше никогда не случится.

## В фильме снимались
- Брюс Бокслейтнер — капитан Джон Шеридан, командир станции «Вавилон-5»
- Клаудия Кристиан — коммандер Сьюзен Иванова, старший помощник командира станции
- Мира Фурлан — Деленн, посол Минбарской фередации на «Вавилоне-5»
- Ричард Биггс — доктор Стивен Франклин, руководитель медицинской службы станции
- Джефф Конауэй — Зак Аллан, руководитель службы безопасности
- Стивен Фёрст — Вир Котто, представитель Республики Центавра
- Патрисия Толлман — Лита Александер, телепат
- Шари Белафонте — доктор Элизабет Трент, руководитель исследовательской группы корпорации «Межзвёздные экспедиции»

## Художественный анализ

### Соответствие сериалу
В фильме присутствует сцена признания в любви Зака Аллана Лите Александер.
В фильме говорится, что успешно добравшись до внешних границ сектора Ворлона Лита сбежала с корабля в спасательной капсуле с трёхдневным запасом воздуха, после чего капсулу подобрали ворлонцы. На самом деле это была лишь версия по данным разведки межпланетной исследовательской корпорации. Эту известную им версию и озвучила в фильме Шеридану, Ивановой и доктору глава научно-исследовательской группы, которую Шеридан допустил к осмотру и изучению артефакта (ворлонские врата перехода в «третье пространство») в обмен на доставку определённых ресурсов на станцию (некоторого оборудования, продуктов и пр.) с Земли в обход экономической блокады. Как видно, информация о Лите Александер, полученная от разведки этой научно-исследовательской корпорации оказалась недалека от истины и была в целом верна за исключением некоторых несущественных подробностей. Реально же с ней произошедшее в секторе Ворлона Лита Александр сама озвучила Шеридану и его людям. В рассказе Литы в сериале говорится, что капитан доставившего её корабля сам предоставил ей капсулу с пятидневным запасом еды, воды и воздуха, и Лита все пять дней посылала телепатические сигналы на Ворлон. На пятый день капсула была подобрана.